# 타이 웨스트
타이 웨스트(Ti West, 1980년 10월 5일~)는 미국의 영화 감독이다.

## 작품 목록
- 맥신(미정)
- 펄(2022년)
- X(2022년)
- 인 어 밸리 오브 바이얼런스(2016년)
- 더 싸이드 이펙트(2014년)
- The 3:07 AM Project(2013년)
- 새크라멘트(2013년)
- 드링킹 버디즈(2013년) - 데이브 역
- ABC 오브 데쓰(2012년)
- V/H/S : 죽음을 부르는 비디오(2012년)
- 오토이라틱(2011년)
- 인키퍼(2011년)
- 유아 넥스트(2011년) - 타리크 역
- 캐빈 피버 2(2009년)
- 하우스 오브 더 데블(2009년)
- 루스트(2005년)